# Peter Åhs
Peter Åhs är en svensk sångare, pianist och gitarrist, som under 1970-talet spelade i hårdrocksgrupper som Rhapsody från Vara kommun och även i Extasy. Båda dessa grupper spelade in varsin skiva som Janne Stark gav bra kritik i det så kallade Hårdrocklexikonet .
I början av 1990-talet sjöng och spelade han i dansband som Lotta & Anders Engbergs orkester, och senare under samma decennium Lotta Engbergs. Han gjorde där flera duetter med Lotta Engberg.